# Rio Grăsuţu
O Rio Grăsuţu é um rio da Romênia, afluente do Grasu, localizado no distrito de Neamţ.

## Geografia
O rio tem a sua nascente na encosta oriental das Montanhas Călimani ao norte da Montanha Magura, a uma altitude de 1260 metros e desagua em [ [Rio Bistrita, Siret | Bistrita]] na elevação de 507 m na maior extensão do Lago Izvorul Muntelui - 3 km - do lado direito, perto do rabo dele. A participação desta confluência é de fato dependente das oscilações do nível do lago, de cerca de 507 m ao nível do talvegue e até 513 m, correspondendo ao nível de acumulação.
A superfície da bacia do rio é 770 km2, com uma altitude média de 1041 m.
O comprimento total do rio é de 64 km, dos quais no Condado de Harghita flui por um comprimento de 49 km.